# Salakkasaari (ö i Södra Savolax, Pieksämäki, lat 62,13, long 27,75)
Salakkasaari är en ö i Finland. Den ligger i sjön Sysmä och i kommunen Jorois i den ekonomiska regionen  Pieksämäki ekonomiska region  och landskapet Södra Savolax, i den södra delen av landet, 260 km nordost om huvudstaden Helsingfors. Öns area är 1,1 hektar och dess största längd är 190 meter i sydöst-nordvästlig riktning.